# Ruta 1267 (Lima)
La ruta 1267 (antes CR24) o "la V/A/B/" es una ruta de transporte público del área metropolitana de Lima, que conecta los distritos del Ventanilla y Ate Vitarte. El trayecto de esta ruta consta de 126 o 128 paradas dependiendo de la dirección y dura aproximadamente entre 2 y 3 horas.

## Características
Esta ruta de transporte público es operada por Empresa de Transportes Servicio y Comercialización Expreso Santa Anita S.A., recorriendo la urbe limeño-chalaca.

### Autorización
La ruta 1267 se encuentra autorizada por la Municipalidad Provincial del Callao (MPC) y la Autoridad de Transporte Urbano (ATU).

## Ruta A
Es la primera ruta que conecta los distritos de Callao y Ate Vitarte. El trayecto de esta ruta consta de 71 o 72 paradas dependiendo de la dirección y dura aproximadamente 2 horas.

### Trayecto
Los autobuses de dicho tramo comienzan a operar a las 4:30 a.m. y terminan a las 10:00 p.m. Por los distritos de Callao, San Martín de Porres, Rímac, Lima, El Agustino, Santa Anita y Ate Vitarte en las provincias de Lima y Callao pasando por lugares importantes como el Hospital II Lima Norte Luis Negreiros Vega, Plaza de Armas de San Martín de Porres, Puente Rayito de Sol, Puente de Piedra, Puente Balta, Acho, Puente Nuevo, Mallplaza Santa Anita, Óvalo Santa Anita, Ceres.
Este trayecto se conecta con el Metropolitano desde la estación Caquetá con la Línea 2 del Metro de Lima desde las estaciones Evitamiento hasta Mercado Santa Anita, en el futuro en las estaciones Vista Alegre, Prolongación Javier Prado y Municipalidad de Ate, la Línea 3 desde la estación Caquetá.

### Terminales
Tiene terminal de Ida, en la Av. Pacasmayo en la urbanización El Álamo en Callao, sin embargo no tiene terminal de vuelta.

### Recorrido
Algunas unidades hacen recorrido completo, algunas se quedan hasta Acho o Puente Nuevo.
| Dirección               | Avenidas y calles |
| ----------------------- | --- |
| Ida Hacia Ate Vitarte   | Av. Pacasmayo - Av. Tomás Valle - Av. Perú - Jr. Riobamba - Av. Agusto B. Leguía - C. Pedregal - Av. Zarumilla - Vía de Evitamiento - Av. Nicolás Ayllón - Av. José Carlos Mariateguí - Av. Nicolás de Piérola |
| Vuelta Hacia Los Olivos | Av. Nicolás de Piérola - Av. José Carlos Mariateguí - C. Trabajo - Av. Nicolás Ayllón - Vía de Evitamiento - Av. Zarumilla - Jr. Riobamba - Av. Perú - Av. Tomás Valle - Av. Pacasmayo                         |

## Ruta B
Es la segunda ruta que conecta los distritos de Ventanilla y Ate Vitarte . El trayecto de esta ruta consta de 119 y 120 paradas, dependiendo de la dirección y dura aproximadamente 3 horas.

### Trayecto
Los autobuses dicho tramo comienzan a operar a las 4:30 a.m. y terminan a las 10:00 p.m. Por los distritos de Ventanilla, Mi Perú, Callao, San Martín de Porres, Rímac, Lima, El Agustino, Santa Anita y Ate Vitarte en las provincias de Lima; pasando por lugares importantes como la Universidad Laboral de Pachacútec, el Colegio Kumamoto, Refinería La Pampilla, Plaza de Armas de San Martín de Porres, Puente Rayito de Sol, Puente de Piedra, Puente Balta, Acho, Puente Nuevo, Mallplaza Santa Anita, Óvalo Santa Anita, Ceres.
Este trayecto se conecta con el Metropolitano desde la estación Caquetá con la Línea 2 del Metro de Lima desde las estaciones Evitamiento hasta Mercado Santa Anita, en el futuro en las estaciones Vista Alegre, Prolongación Javier Prado y Municipalidad de Ate, la Línea 3 desde la estación Caquetá y la Línea 4 desde Gambetta hasta Aeropuerto.

### Terminales
Sus buses se estacionan en Pachacútec, Ventanilla, no tiene terminal de vuelta.

### Recorrido
Algunas unidades no cumplen su ruta, se quedan hasta la Av. Perú o en Acho.
| Dirección               | Avenidas y calles |
| ----------------------- | --- |
| Ida Hacia Ate Vitarte   | Av. Santa Rosa - Av. G - Av. 200 Millas - Av. Los Químicos - Av. Néstor Gambetta - Av. Víctor Raúl Haya de la Torre - Av. Néstor Gambetta - Av. Elmer Faucett - Av. Tomás Valle - Av. Perú - Jr. Riobamba - Av. Agusto B. Leguía - C. Pedregal - Av. Zarumilla - Vía de Evitamiento - Av. Nicolás Ayllón - Av. José Carlos Mariateguí - Av. Nicolás de Piérola                                         |
| Vuelta Hacia Ventanilla | Av. Nicolás de Piérola - Av. José Carlos Mariateguí - C. Trabajo - Av. Nicolás Ayllón - Vía de Evitamiento - Av. Zarumilla - Jr. Riobamba - Av. Perú - Av. Tomás Valle - Av. Elmer Faucett - Av. Néstor Gambetta - Av. Cuzco - Av. Víctor Raúl Haya de la Torre - Av. Cuzco - Av. Tacna - Av. Ayacucho - Av. Tumbes - Av. Néstor Gambetta - Av. Los Químicos - Av. 200 Millas - Av. G - Av. Santa Rosa |